# Alisca compacta
Alisca compacta är en insektsart som beskrevs av Melichar 1898. Alisca compacta ingår i släktet Alisca och familjen Ricaniidae. Inga underarter finns listade i Catalogue of Life.